# Amsterdam (Cristian D)
Amsterdam is een lied van de Nederlandse rapper Cristian D in samenwerking met de Nederlandse producer $hirak, Belgische rapper Brysa en Nederlandse rapper Ashafar. Het werd in 2022 als single uitgebracht.

## Achtergrond
Amsterdam is geschreven door Brahim Fouradi, Cristian D, Julien Willemsen, Mohamed Fouradi, Mitchell Kroon, Sabry Brysa Verhoeven en Zakaria Abouazzaoui en geproduceerd door $hiraq. Het is een bewerking van het lied 1 ding van Fouradi uit 2006. In het lied wordt gezongen naar een vrouw welke de liedverteller heeft ontmoet in de Nederlandse stad Amsterdam. Het lied is ontstaan nadat Cristian D en $hiraq samen in een studie zaten en $hiraq vond dat Cristian D hem aan Fouradi deed denken. Cristian D kende Fouradi niet, waarna ze samen naar het lied 1 ding luisterden. Hierop besloten ze om dat lied te bewerken. Voor het lied zocht Cristian D opnieuw de samenwerking met Brysa op, waar ze eerder samen rapten op Le Bled. Ze lieten stukjes van het lied op TikTok horen, waarna later nog een rapstuk van Ashafar is toegevoegd. De single heeft in Nederland de platina status. In Vlaanderen heeft het nummer de dubbel platinastatus.

## Hitnoteringen
De artiesten hadden met het lied succes in zowel Nederland als België. In de Nederlandse Single Top 100 piekte het bovenaan de lijst. Het stond zes weken op de eerste plaats van de in totaal 28 weken dat het in de lijst stond. De piekpositie in de Nederlandse Top 40 was de achttiende plaats in de acht weken dat het in deze hitlijst te vinden was. Het kwam tot de 29e plek van de Vlaamse Ultratop 50 en stond er vijftien weken in.

### Nederlandse Top 40
| Hitnotering: 29-01-2022 t/m 19-03-2022 | Hitnotering: 29-01-2022 t/m 19-03-2022 | Hitnotering: 29-01-2022 t/m 19-03-2022 | Hitnotering: 29-01-2022 t/m 19-03-2022 | Hitnotering: 29-01-2022 t/m 19-03-2022 | Hitnotering: 29-01-2022 t/m 19-03-2022 | Hitnotering: 29-01-2022 t/m 19-03-2022 | Hitnotering: 29-01-2022 t/m 19-03-2022 | Hitnotering: 29-01-2022 t/m 19-03-2022 | Hitnotering: 29-01-2022 t/m 19-03-2022 |
| Week:                                  | 1                                      | 2                                      | 3                                      | 4                                      | 5                                      | 6                                      | 7                                      | 8                                      |                                        |
| -------------------------------------- | -------------------------------------- | -------------------------------------- | -------------------------------------- | -------------------------------------- | -------------------------------------- | -------------------------------------- | -------------------------------------- | -------------------------------------- | -------------------------------------- |
| Positie:                               | 27                                     | 19                                     | 18                                     | 18                                     | 21                                     | 25                                     | 27                                     | 33                                     | uit                                    |

### NederlandseSingle Top 100
| Hitnotering: 22-01-2022 t/m 30-07-2022 | Hitnotering: 22-01-2022 t/m 30-07-2022 | Hitnotering: 22-01-2022 t/m 30-07-2022 | Hitnotering: 22-01-2022 t/m 30-07-2022 | Hitnotering: 22-01-2022 t/m 30-07-2022 | Hitnotering: 22-01-2022 t/m 30-07-2022 | Hitnotering: 22-01-2022 t/m 30-07-2022 | Hitnotering: 22-01-2022 t/m 30-07-2022 | Hitnotering: 22-01-2022 t/m 30-07-2022 | Hitnotering: 22-01-2022 t/m 30-07-2022 | Hitnotering: 22-01-2022 t/m 30-07-2022 | Hitnotering: 22-01-2022 t/m 30-07-2022 | Hitnotering: 22-01-2022 t/m 30-07-2022 | Hitnotering: 22-01-2022 t/m 30-07-2022 | Hitnotering: 22-01-2022 t/m 30-07-2022 | Hitnotering: 22-01-2022 t/m 30-07-2022 | Hitnotering: 22-01-2022 t/m 30-07-2022 | Hitnotering: 22-01-2022 t/m 30-07-2022 | Hitnotering: 22-01-2022 t/m 30-07-2022 | Hitnotering: 22-01-2022 t/m 30-07-2022 | Hitnotering: 22-01-2022 t/m 30-07-2022 |
| Week:                                  | 1                                      | 2                                      | 3                                      | 4                                      | 5                                      | 6                                      | 7                                      | 8                                      | 9                                      | 10                                     | 11                                     | 12                                     | 13                                     | 14                                     | 15                                     | 16                                     | 17                                     | 18                                     | 19                                     | 20                                     |
| -------------------------------------- | -------------------------------------- | -------------------------------------- | -------------------------------------- | -------------------------------------- | -------------------------------------- | -------------------------------------- | -------------------------------------- | -------------------------------------- | -------------------------------------- | -------------------------------------- | -------------------------------------- | -------------------------------------- | -------------------------------------- | -------------------------------------- | -------------------------------------- | -------------------------------------- | -------------------------------------- | -------------------------------------- | -------------------------------------- | -------------------------------------- |
| Positie:                               | 1                                      | 1                                      | 1                                      | 1                                      | 2                                      | 1                                      | 1                                      | 3                                      | 5                                      | 5                                      | 8                                      | 13                                     | 16                                     | 18                                     | 20                                     | 23                                     | 26                                     | 27                                     | 30                                     | 34                                     |
| Week:                                  | 21                                     | 22                                     | 23                                     | 24                                     | 25                                     | 26                                     | 27                                     | 28                                     |                                        |                                        |                                        |                                        |                                        |                                        |                                        |                                        |                                        |                                        |                                        |                                        |
| Positie:                               | 37                                     | 48                                     | 65                                     | 66                                     | 75                                     | 79                                     | 86                                     | 95                                     | uit                                    |                                        |                                        |                                        |                                        |                                        |                                        |                                        |                                        |                                        |                                        |                                        |